# Croce di Teofano
La Croce di Teofano è una croce astile del 1040-1050 circa (44,5x30 cm) conservata nel tesoro della cattedrale di Essen. Fu donata dalla badessa di Essen Theophanu, che fu in carica dal 1039 al 1058. È una delle quattro croci astili ottoniane del tesoro della Cattedrale di Essen, assieme alla Croce di Ottone e Matilde, la Croce di Matilde e la Croce Senkshmelz.

## Storia
Sulla base dell'iscrizione frammentaria, la badessa Teofano (Theophanu) può essere identificata come la donatrice della croce. Si potrebbe pensare ad una contro-donazione a seguito della Croce Senkshmelz, donata dalla precedente basedda Mathilde. La datazione esatta della donazione di Theophanu all'interno della sua abbazia è difficile da stabilire, ma ha senso presumere che sia correlata alla consacrazione della cripta della chiesa abbaziale, oggi cattedrale di Essen, nel 1051 o alla consacrazione dell'altare maggiore nel 1054. Una datazione più recente formulata dallo storico Beuckers, invece, ipotizza un periodo precedente ,tra il 1040 e il 1045. In ogni caso, si ipotizza che l'epoca di origine degli smalti sia tra il 980/90 e la prima metà dell'XI secolo.
Ricerche dimostrano che alcune delle 18 lastre smaltate dovevano appartenere un tempo alla Madonna d'oro di Essen. I sei smalti leggermente circolari sul braccio trasversale e sul fusto superiore, insieme alle quattro placchette del reliquiario del Sacro Chiodo, anch'esso donato da Teofano, facevano probabilmente parte dell'aureola della Madonna. Dalla stessa produzione provengono anche i quattro smalti sullo stelo inferiore della croce, che in origine erano forse attaccati alla base o al trono della figura. Le otto piccole lastre attaccate alle estremità della croce, invece, possono essere attribuite a una bottega bizantina di alta qualità o essere considerate come copie esatte della stessa.

## Descrizione
Si tratta di una croce latina alta 44,5 cm e larga 30 cm, montata su un pomello in cristallo di rocca. L'anima della croce è in legno di cedro ed è rivestita da una lamina in rame dorato su entrambi i lati e sui bordi. Lungo il bordo si trovava un'iscrizione della donatrice Teofano (Theophanu), in gran parte perduta. Almeno una parte dei frammenti può essere combinata nel seguente testo:
(Croce di Teofano, iscrizione frammentaria.)
Le estremità dei bracci sono sporgenti a rettangolo. Sull'incrocio è montato un grande cristallo di rocca ovale, dietro il quale sono racchiuse come reliquie due frammenti della Vera Croce, trasversali e incastonati nel velluto rosso. Il cristallo è posto su un piatto rotondo decorato con perle, gioielli e filigrana, che si estende oltre l'incrocio, allargandolo. Il fronte della croce è decorato con due nastri corrono lungo il perimetro, lastre di smalto alternate a pietre incastonate su filigrana, lasciando libera una stretta fascia centrale ricoperta di filigrana. Su ciascuna delle estremità rettangolari ci sono due lastre di smalto, anch'esse adornate con pietre preziose, perle e filigrana. Il totale di 18 lastre di smalto può essere suddiviso in tre gruppi: Il primo gruppo, formato da un totale di otto lastre sulle estremità, raffigura animali e piante stilizzati i cui modelli provengono dall'Asia occidentale. Le sei tavolette attaccate al braccio trasversale e al tronco superiore mostrano, invece, motivi a nastro intrecciato. Il terzo gruppo sul tronco inferiore consiste in quattro tavolette realizzate alternatamente in smalti cloisonné e smalto semplice.
Il retro della croce è ricoperto da una lastra di rame incisa e placcata in oro, che mostra il busto del Pantocratore in medaglioni circolari con i simboli degli Evangelisti alle estremità della croce.

## Stile
Lo stile della Croce di Teofano differisce in modo significativo da quello delle croci processionali dei suoi predecessori, ossia la Croce di Ottone e Matilde e la Croce Senkshmelz, in particolare nel rapporto tra la cornice del bordo e la croce interna: il disegno del bordo nella Croce Senkshmelz serviva ancora a perimetrare l'area interna dei bracci della croce, mentre nella Croce di Teofano detiene uno spessore e quindi un peso maggiori. Anche le estremità sono più piccole rispetto alla Croce Senkshmelz, della quale la Croce di Teofano appare come una copia appiattita. Più evidente, tuttavia, è l'accentuazione dell'incrocio da parte del grande cristallo di rocca ovale, che consente alle reliquie della croce di risplendere e conferisce alla Croce di Teofano una priorità speciale rispetto alle altre croci astili ottoniane di Essen, in termini di carattere reliquiario. Il principio delle lastre di smalto riutilizzate come spolia dalla Madonna d'oro, alternate a campi in filigrana incastonati con pietre preziose e perle, è anch'esso preso in prestito dalla Croce Senkshmelz, ma disposto molto più generosamente nella Croce di Teofano. I campi in filigrana passano in secondo piano rispetto agli smalti e sono più simili a moduli per riempire gli spazi vuoti. Gli smalti specificano la larghezza della cornice del bordo e fanno apparire la croce interna solo come una striscia centrale, anch'essa colorata da uno strato di filigrana d'argento. Qui, il concetto delle due croci più antiche di Essen, la Croce di Ottone e Matilde e la Croce di Matilde, con la loro enfasi sulla croce interna, è praticamente invertito. Tuttavia, l'area interna della Croce di Teofano non è priva di contenuto simbolico, poiché il suo motivo in filigrana simmetrica e che riempie la superficie è formato da fiori pieni a forma di cuore, la cui figurazione può essere derivata dalla filigrana della Madonna d'oro.
La croce realizzata per conto di Teofano è stilisticamente molto strettamente correlata al reliquiario del Sacro Chiodo, il che può già essere spiegato dal fatto che sia queste due opere, sia l'Evangeliario di Teofano risalgono allo stesso donatore. I tre pezzi creano un gruppo stilistico e formale unitario e, probabilmente, venivano esposti assieme nell'Ostergrab, una sorta di macchina liturgica pasquale il Venerdì Santo al posto di Cristo fino alla Veglia pasquale. L'accostamento colorato di perle, oro e argento caratterizza l'intero complesso delle tre opere. Gli smalti prelevati dalla Madonna d'oro e ulteriormente lavorati sia nella Croce di Teofano, sia nel Reliquiario del Sacro Chiodo agiscono come elementi che trasmettono continuità e legittimità, in quanto proseguono nella loro funzione originale di decorare gli oggetti sacri del monastero di Essen.